# Microdus friedensis
Microdus friedensis är en bladmossart som beskrevs av J.C. Norris och T. Koponen 1990. Microdus friedensis ingår i släktet Microdus och familjen Dicranaceae. Inga underarter finns listade i Catalogue of Life.